# Tiny World
Tiny World (ou Tout mini au Québec) est une docu-série américaine sur la nature, racontée par Paul Rudd. La première saison de la série fut mise en ligne le 2 octobre 2020 sur Apple TV+, et la seconde le 16 avril 2021.

## Synopsis
Tiny World nous montre les petits animaux du monde sous un nouvel angle, comment ils vivent dans leur environnement naturel, et ce qu'ils doivent faire pour survivre. Chaque épisode suit un lieu ou une espèce en particulier.

## Production
Tiny World, fut  annoncé par Apple TV+ le 26 août 2020, en même temps que le reste des docu-séries pour fin 2020 comprenant également, TERRE : les couleurs nocturnes et Becoming You,.
la première saison fut publiée le 2 octobre 2020, tandis que la deuxième fut mise en ligne le 16 avril 2021 pour célébrer le Jour de la Terre 2021,,.

## Épisodes

### Saison 1 (2020)
1. La savane (Savannah)
2. La jungle (Jungle)
3. L'île (Island)
4. L'Outback (Outback)
5. La forêt (Woodland)
6. Le jardin (Garden)

### Saison 2 (2021)
1. La prairie (Meadow)
2. Le désert (Desert)
3. L'étang (Pond)
4. La forêt tropicale (Rainforest)
5. Le récif (Reef)
6. La dune (Dune)